# Jamshed Anwar
Jamshed Anwar (25 settembre 1984) è un ex calciatore pakistano, di ruolo difensore.

## Carriera

### Club
Ha esordito con il WAPDA Lāhor nel 2003.

### Nazionale
Nel 2003 ha esordito nella Nazionale pakistana. Il 6 aprile 2008 ha segnato una doppietta in Pakistan-Guam (9-2).